# Thomas Anders

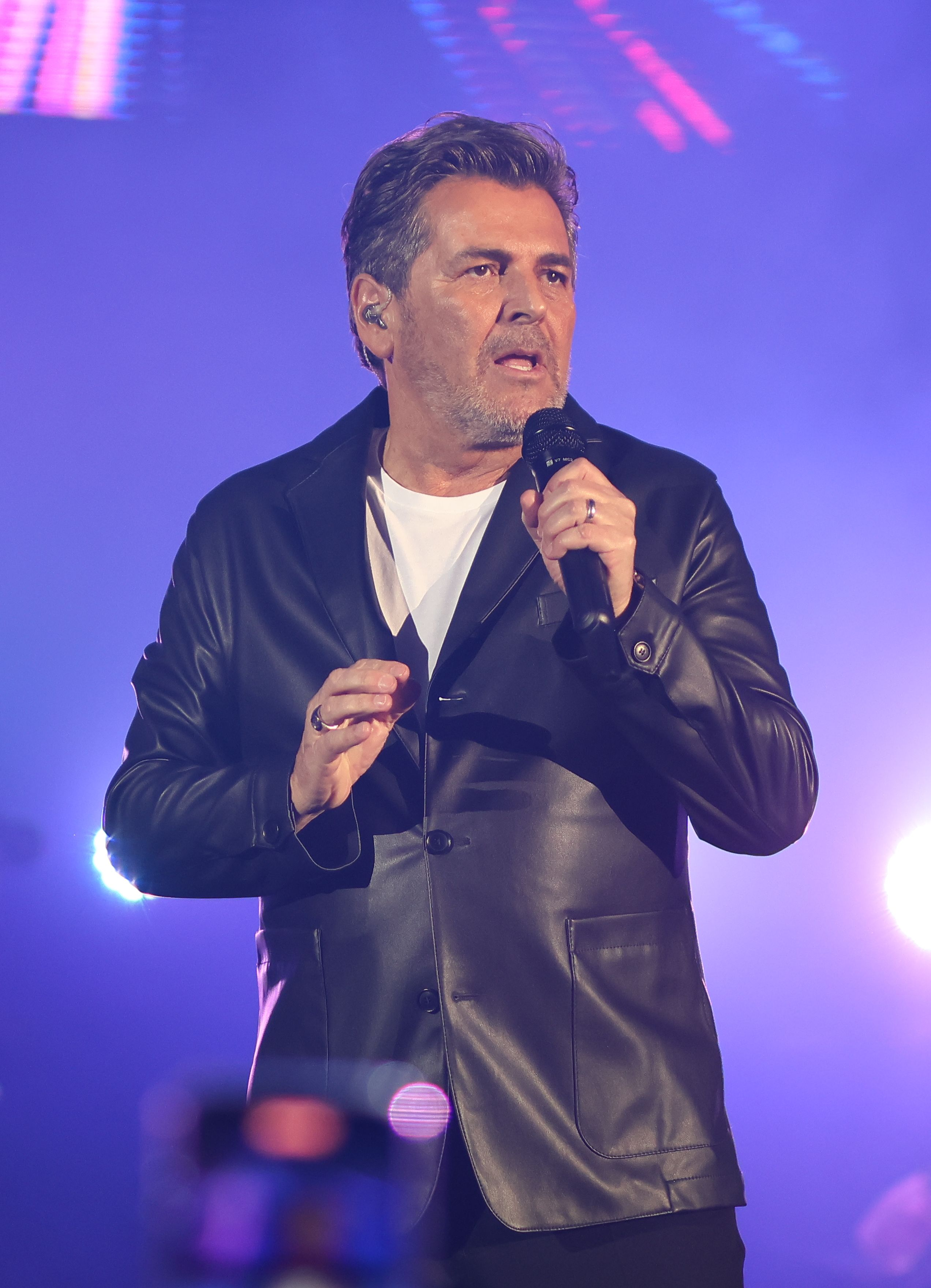
Thomas Anders (2023)

Thomas Anders (* 1. März 1963 als Bernd Weidung in Mörz, Rheinland-Pfalz) ist ein deutscher Pop- und Schlagersänger, Musikproduzent, Songwriter und Fernsehmoderator. Mit 125 Millionen verkauften Tonträgern als Teil des mit Dieter Bohlen gebildeten Duos Modern Talking gehört er zu den kommerziell erfolgreichsten deutschen Sängern.

## Jugend und Karrierebeginn
Bernd Weidung wuchs in Mörz, einem heutigen Stadtteil von Münstermaifeld auf. Bereits in der Grundschule zeigte er starkes Interesse an der Musik, später bekam er Klavierunterricht. Zu einem ersten Engagement kam er, nachdem er sich gegen mehr als 100 Bewerber eines Nachwuchswettbewerbes durchgesetzt hatte. Im Moseltanzpalast trat er damals über 300-mal mit Kinderliedern und Schlagern auf. Er besuchte das Kurfürst-Balduin-Gymnasium und später das Koblenzer Eichendorff-Gymnasium.
Eine 1980 mit dem Produzenten Daniel David von dem Plattenhersteller CBS aufgenommene Platte wurde kein großer Erfolg. 1981 hatte er in der Fernsehshow Hätten Sie heut’ Zeit für mich? von Michael Schanze einen Auftritt mit dem ebenfalls von David produzierten Titel Du weinst um ihn. Nach dem Abitur 1982 studierte er fünf Semester Germanistik, Publizistik und Musikwissenschaften an der Johannes Gutenberg-Universität Mainz. Im selben Jahr kam er bei Hansa Musik Produktion unter Vertrag; der Schlagersänger G. G. Anderson produzierte mit ihm Ich will nicht dein Leben. 1983 fragte ihn im Auftrag der Hansa der Hamburger Musikverlag Intersong, ob er Pick up the Phone von F. R. David in einer deutschen Version singen wolle. Da der Produzent Dieter Bohlen sein sollte, willigte Weidung alias Thomas Anders ein und nahm die Coverversion von Pick up the Phone, Was macht das schon sowie die beiden von Dieter Bohlen geschriebenen Lieder Wovon träumst du? und Endstation Sehnsucht auf.

## Modern Talking
Erst als sein Musikproduzent Dieter Bohlen im Herbst 1984 ein englischsprachiges Eurodisco-Projekt startete und zusammen mit ihm das Duo Modern Talking ins Leben rief, kam mit dem Titel You’re My Heart, You’re My Soul im Januar 1985 beinahe über Nacht der Erfolg.
Thomas Anders fiel der Presse vor allem durch seine große Goldkette mit dem Schriftzug „NORA“ auf. Mit dieser Kette stellte er die Verbundenheit mit seiner Ehefrau Nora Balling zur Schau, die er am 27. Juli 1985 in der Herz-Jesu-Kirche in Koblenz kirchlich heiratete. Der Musikjournalist Martin Brem bezeichnete Anders in einer Kolumne des Fachblatts Musikexpress/Sounds deshalb als „höhensonnengegerbte Sangesschwuchtel und Schoßhündchen an der güldenen Kette seiner Frau Nora“. Anders klagte gegen das Magazin, das in zweiter Instanz zu einer Schadensersatzzahlung in Höhe von 25.000 DM verurteilt wurde. Ein weiteres Markenzeichen von Thomas Anders war das Umhängekeyboard (Keytar), das er bei Auftritten und Fototerminen häufig präsentierte.
Nach der vorläufigen Auflösung von Modern Talking gegen Jahresende 1987 zog sich Anders kurzfristig in die USA zurück und produzierte mit seiner Frau ein Lied mit dem Titel Waiting So Long, gesungen von Man-X; die Platte wurde kein kommerzieller Erfolg. 1994 kam Anders zurück nach Koblenz. Nachdem die Ehe mit Nora Balling im Februar 1999 geschieden worden war, heiratete er 2000 Claudia Hess; 2002 wurde ihr gemeinsamer Sohn geboren. 1993 spielte Anders in der Folge Stockholm Marathon der Kommissar-Beck-Reihe den Popstar „Ypsilon“. Die Romanvorlage lieferten Per Wahlöö und Maj Sjöwall. Der Sender RTL strahlte die deutsch-schwedische Koproduktion 1995 aus. Das Titellied Marathon of Life vom Album When Will I See You Again sang Thomas Anders selbst. Als Solokünstler veröffentlichte Anders mehrere englischsprachige Alben. Des Weiteren erschien 1994 mit Barcos de Cristal ein auf Spanisch gesungenes Album. Die CD wurde in den USA und Südamerika veröffentlicht und belegte in Argentinien Platz eins der Charts.
1998 kamen Bohlen und Thomas Anders noch einmal zusammen und es erfolgte das Comeback von Modern Talking. Das Comeback-Album Back for Good, das zum Großteil aus Remix-Versionen der Hits aus den 1980er Jahren bestand, erreichte in über 18 Ländern Platz eins und Gold- und Platinstatus. In den darauffolgenden Jahren erschien jährlich ein neues Modern-Talking-Album, woraus jeweils zwei Singles ausgekoppelt wurden. Dazu war die Band regelmäßig auf Tournee. An die Erfolge aus den 1980er Jahren konnte nahtlos angeknüpft, die Verkaufszahlen konnten sogar übertroffen werden.
Im Sommer 2000 gehörte Thomas Anders zu den Komponisten der Single Großer Bruder, gesungen von Zlatko Trpkovski und Jürgen Milski, zwei Teilnehmern der Fernsehshow Big Brother. Die CD erlangte Platinstatus in der deutschen Single-Hitparade. 2001 produzierte Anders gemeinsam mit Gerd Graf Bernadotte (Dieter Bohlen Management) das Pop-Girl-Duo It-Girls, mit dem Hit My Heart It Feels Like (Dub Dub…). Ebenso schrieb Anders den Song Cry for You für die Girlband No Angels. Parallel und vorwiegend wandte sich Thomas Anders weiterhin Modern Talking zu. In der Silvesternacht 2002 hatte Modern Talking noch zwei Auftritte in Moskau. Am 7. Juni 2003 gab Bohlen in Rostock, zu Beginn der an diesem Tag dort startenden Tournee, die Trennung von Modern Talking bekannt. Bohlen kritisierte Anders unter anderem bezüglich seines Anteils an den organisatorischen und musikalischen Leistungen von Modern Talking in seinem Buch Hinter den Kulissen. Dieser klagte gegen einen Teil der Aussagen und bekam Recht; die entsprechenden Passagen mussten geschwärzt werden.

## Solokarriere

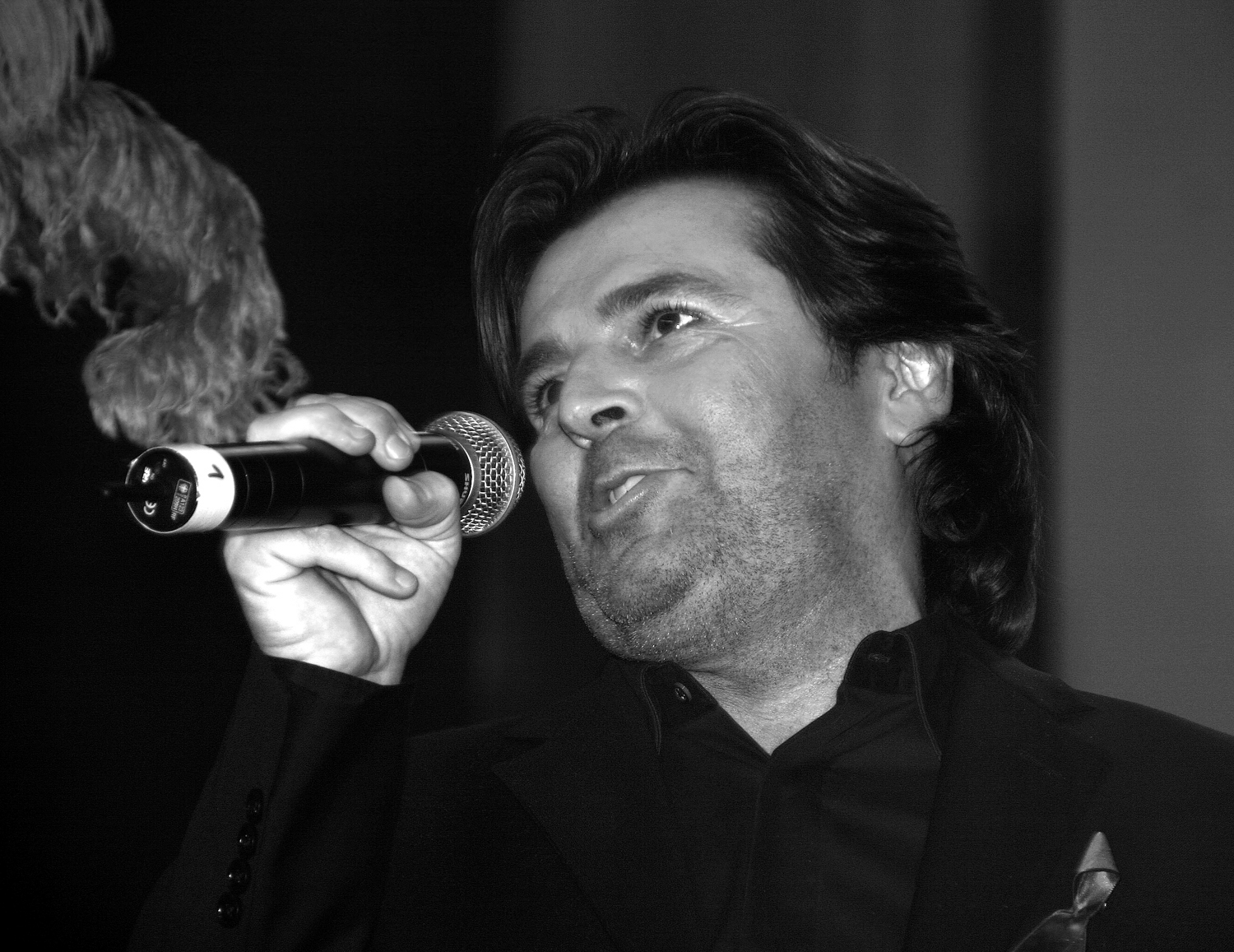
Thomas Anders (2007)

2004 veröffentlichte Anders das Album This Time und drei Singles, die allerdings nicht an den Erfolg von Modern Talking anknüpfen konnten. Die erste Single Independent Girl erreichte in Deutschland die Top-20. In Russland stieg die Single bis auf Platz fünf. In der Türkei erreichte Anders mit seiner zweiten Single King of Love Platz zwei der Charts. Anders produzierte im gleichen Jahr außerdem die Single Just Dream zu einer Holiday-on-Ice-Show. Der Song erreichte in Deutschland Platz 64 der Charts.
2003 nahm Stefan Raab ihn in die Jury von SSDSGPS (Stefan sucht den Super Grand Prix Star), einer Gegenveranstaltung zu Deutschland sucht den Superstar. Anders moderierte die nationale Show zum Eurovision Song Contest und verlas Deutschlands Punkte.
Ab dem 28. März 2004 moderierte er die siebenteilige kabel-eins-Sendung Best of Formel Eins – Die Show, die sich auf die ARD-Musikvideosendung Formel Eins bezog. Weiterhin war er im Vorfeld der Fußball-WM 2006 der Moderator der Musikshow „Auf nach Berlin“ – WM-KultTour.
Im Frühjahr 2005 unterlag Anders gegen Bohlen vor Gericht, als seine Schadenersatzforderung in Höhe von einer Million Euro wegen strittiger Passagen in Bohlens Buch abgewiesen wurde. Gegen das Urteil wurde am 21. März 2005 Berufung beim Kammergericht eingelegt, die am 28. Oktober 2005 durch einen zwischen den Parteien geschlossenen Vergleich über 60.000 Euro endete. Die Summe spendete Anders an verschiedene karitative Einrichtungen.
Im März 2006 war Anders einer der drei Teilnehmer der deutschen Vorausscheidung zum Eurovision Song Contest 2006. Für das folgende Album Songs Forever wählte Anders einige Hits der 1980er Jahre aus und verpasste diesen Liedern gemeinsam mit den Produzenten Achim Brochhausen und Peter Ries unter Einbeziehung des Filmorchesters Babelsberg und des Warschauer Symphonieorchesters ein neues musikalisches Gewand im Jazz/Swing/Lounge-Stil. Die Platte erreichte Platz 46 der deutschen Charts. Im selben Jahr wurde ihm der Titel „Ehrenprofessor“ von der Kiewer National-Universität für Kunst und Kultur mit der Begründung verliehen, Modern Talking habe den Musikgeschmack einer ganzen Generation geprägt.
Gemeinsam mit dem Berliner Produzententeam Sound-Chateau veröffentlichte Anders im Juli 2008 die beiden Songs Ibiza, Baba Baya und For You als Download, nun wieder musikalisch im Pop-/House-Bereich angesiedelt, im November 2008 folgte der Weihnachtssong Kisses for Christmas. Bei diesem Song arbeitete er erneut mit Brochhausen zusammen. Im Frühjahr 2009 erschien ein Duett mit der deutschen Popsängerin Sandra, das sich in den deutschen Single-Charts platzieren konnte, und im Mai übernahm er von Thomas Hermanns die Moderation des Eurovision-Song-Contest-Countdowns. Zusammen mit Aleksandra Bechtel moderierte er 2010 die erste Sendung von Die neue Hitparade auf RTL II.
Ebenfalls im Frühjahr 2010 erschien in Russland ein neues Pop-Album mit dem Titel Strong, das mit über 500.000 verkauften Tonträgern bis auf Platz 2 der russischen Charts stieg. Hierfür arbeitete Anders mit dem russischen Produzenten Sergey Revtov zusammen. Zu den daraus ausgekoppelten Singles Why Do You Cry und Stay With Me wurden mit dem Videoclip-Regisseur Pavel Hoodyiakov zwei Videos gedreht. Im November 2012 veröffentlichte Anders ein englischsprachiges Weihnachtsalbum mit dem Titel Christmas For You. Es enthält neben bekannten klassischen amerikanischen Weihnachtsliedern einige persönliche Favoriten. Für das Projekt arbeitete Anders erneut mit Brochhausen zusammen, der hierfür einige neue Lieder schrieb und für das Arrangement zuständig war.
Im Mai 2011 gab Anders eine Zusammenarbeit mit dem Songschreiber und Produzenten Uwe Fahrenkrog-Petersen als Duo Anders | Fahrenkrog bekannt. Deren erste Single Gigolo wurde ebenfalls im Mai 2011 veröffentlicht und stieg in den deutschen Singlecharts auf Platz 40 ein. Das Album Two erschien im Juni und erreichte Platz 11 der deutschen Albumcharts. Als zweite Single wurde No More Tears On The Dancefloor ausgekoppelt.
Zudem verarbeitete Anders seine Erlebnisse literarisch in seinem im September 2011 erschienenen Buch.
2016 veröffentlichte Anders das Album History, das neue Interpretationen früherer Modern-Talking-Titel und zwei neu geschriebene Songs enthält. Im April 2017 veröffentlichte er sein erstes ausschließlich deutschsprachiges Album, das den Titel Pures Leben trägt und auf Platz 14 der Charts einstieg. Die Singles Der beste Tag meines Lebens und Sternenregen erreichten Platz 1 der Konservativ-Pop-Radiocharts, die dritte Single Das Lied das Leben heißt schaffte es auf Platz 2.

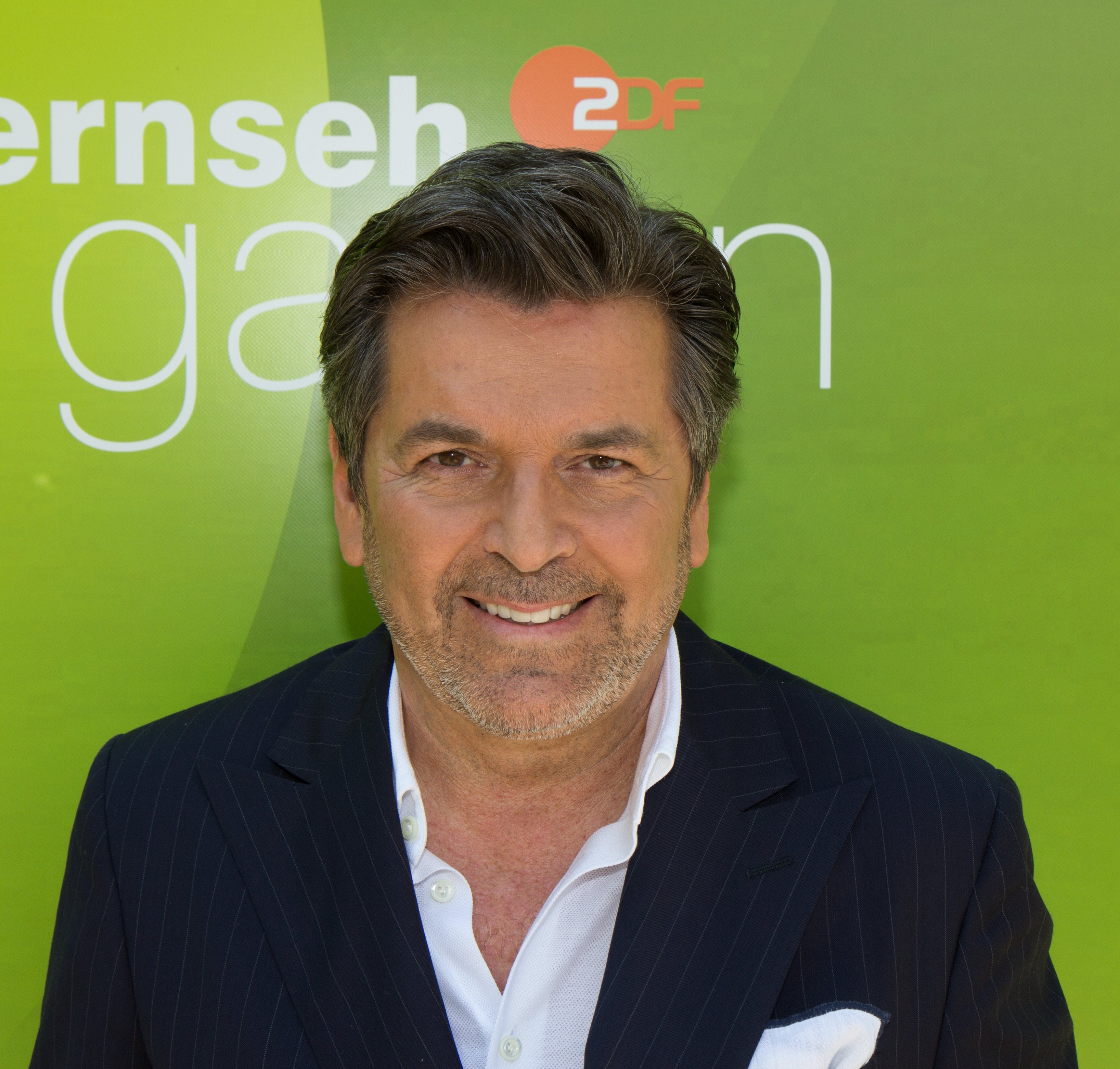
Thomas Anders (2018)

Im Juni 2018 erschien mit Das Leben ist jetzt die erste Single aus dem zweiten deutschsprachigen Album Ewig mit Dir, das im Oktober 2018 veröffentlicht wurde und auf Platz 12 der Charts einstieg. Die Single schaffte es wieder auf Platz 1 bei den Radios, womit Anders seine dritte Konservativ-Pop-Nummer-eins seit 2017 erlangte. Die bisherige Höchstplatzierung in den Schlagercharts der Deutschen DJ Playlist ist Rang 6.
Im Oktober 2018 veröffentlichte Anders mit Sie sagte doch sie liebt mich ein Duett mit Florian Silbereisen. 2019 folgte, wieder mit Silbereisen im Duett,
 Sie hat es wieder getan. Seit 2019 moderiert Anders die Serie Du ahnst es nicht! im ZDF, die sich mit dem Thema Ahnenforschung auseinandersetzt. Seit März 2020 ist er Gastgeber der Kochshow Koch mal Anders im SWR Fernsehen.
Er belegte in der vierten Staffel der ProSieben-Sendung von The Masked Singer als Schildkröte den vierten von zehn Plätzen. 2021 war Anders Gastmoderator bei der Sendung Joko & Klaas gegen ProSieben. 2022 trat Anders eine geplante Russland-Tour nach dem russischen Überfall auf die Ukraine nicht an. Bei Deutschland sucht den Superstar war Anders im April 2022 in der 1. Liveshow als Gastjuror in der Jury neben Ilse DeLange, Toby Gad und Florian Silbereisen zu sehen.

## Sonstiges
- Anders lebt mit seiner Frau und seinem Sohn in Koblenz.[20]
- Die Punkband Die Goldenen Zitronen sorgte 1986 mit ihrem Song Am Tag, als Thomas Anders starb, einer satirischen Abwandlung des Hits Am Tag, als Conny Kramer starb von Juliane Werding, für Aufsehen.[21]
- Seit März 2024 vertreibt Anders in Zusammenarbeit mit der Hartkorn Gewürzmühle GmbH seine eigene Bio-Gewürzlinie Anders Würzen.[22]

## Diskografie

### Solokarriere
Studioalben

| Jahr | Titel                                           | Höchstplatzierung, Gesamtwochen, AuszeichnungChartplatzierungen (Jahr, Titel, Platzierungen, Wochen, Auszeichnungen, Anmerkungen) | Höchstplatzierung, Gesamtwochen, AuszeichnungChartplatzierungen (Jahr, Titel, Platzierungen, Wochen, Auszeichnungen, Anmerkungen) | Höchstplatzierung, Gesamtwochen, AuszeichnungChartplatzierungen (Jahr, Titel, Platzierungen, Wochen, Auszeichnungen, Anmerkungen) | Anmerkungen                                              |
| Jahr | Titel                                           | DE | AT | CH | Anmerkungen                                              |
| ---- | ----------------------------------------------- | --- | --- | --- | -------------------------------------------------------- |
| 1989 | Different                                       | — | — | — | Erstveröffentlichung: 29. August 1989                    |
| 1991 | Whispers                                        | — | — | — | Erstveröffentlichung: 17. Mai 1991                       |
| 1992 | Down on Sunset                                  | — | — | — | Erstveröffentlichung: 1. September 1992                  |
| 1993 | When Will I See You Again                       | — | — | — | Erstveröffentlichung: 23. Juni 1993                      |
| 1994 | Barcos de Cristal                               | — | — | — | Erstveröffentlichung: 19. April 1994                     |
| 1995 | Souled                                          | — | — | — | Erstveröffentlichung: 7. Mai 1995                        |
| 2004 | This Time                                       | DE14 (3 Wo.)DE | — | — | Erstveröffentlichung: 23. Februar 2004                   |
| 2006 | Songs Forever                                   | DE43 (2 Wo.)DE | — | — | Erstveröffentlichung: 3. März 2006                       |
| 2010 | Strong                                          | — | — | — | Erstveröffentlichung: 7. Februar 2010 Verkäufe: + 20.000 |
| 2012 | Christmas for You                               | DE99 (1 Wo.)DE | — | — | Erstveröffentlichung: 16. November 2012                  |
| 2016 | History                                         | DE42 (1 Wo.)DE | — | — | Erstveröffentlichung: 27. Mai 2016                       |
| 2017 | Pures Leben                                     | DE14 (8 Wo.)DE | AT31 (3 Wo.)AT | CH51 (2 Wo.)CH | Erstveröffentlichung: 7. April 2017                      |
| 2018 | Ewig mit dir                                    | DE12 (5 Wo.)DE | AT30 (3 Wo.)AT | CH60 (1 Wo.)CH | Erstveröffentlichung: 19. Oktober 2018                   |
| 2021 | Cosmic                                          | — | — | CH70 (1 Wo.)CH | Erstveröffentlichung: 26. März 2021                      |
| 2025 | …sings Modern Talking: The 1st Album            | DE5 (8 Wo.)DE | AT11 (1 Wo.)AT | CH54 (1 Wo.)CH | Erstveröffentlichung: 7. März 2025                       |
| 2025 | …sings Modern Talking: Let’s Talk About Love    | DE5 (2 Wo.)DE | AT7 (1 Wo.)AT | CH64 (1 Wo.)CH | Erstveröffentlichung: 2. Mai 2025                        |
| 2025 | …sings Modern Talking: Ready for Romance        | DE4 (2 Wo.)DE | AT14 (1 Wo.)AT | CH62 (1 Wo.)CH | Erstveröffentlichung: 20. Juni 2025                      |
| 2025 | …sings Modern Talking: In the Middle of Nowhere | — | — | — | Erstveröffentlichung: 8. August 2025                     |

## Auszeichnungen
- Die Eins der Besten
  - 2021: in der Kategorie „Duo des Jahres“ (mit Florian Silbereisen)[23]
- Smago! Award
  - 2019: für „Erfolgreichstes Schlager-Duett des Jahres 2018/2019“ (Sie sagte doch sie liebt mich)[24]
  - 2021: für „Erfolgreichstes neues Schlageralbum des Jahres 2020“ (Das Album)[25]
  - 2021: für „Erfolgreichster deutscher Unterhaltungskünstler aller Zeiten“[25]